# Duarte Paranhos Schutel
Duarte Paranhos Schutel (Florianópolis, 8 de junho de 1837 – Florianópolis, 6 de outubro de 1901) foi um médico, jornalista, poeta e político brasileiro.
Filho de Henrique Ambauer Schutel e de Maria da Glória Paranhos. Casou com Felisberta de Andrada e Almada Schutel, filha de Eliseu Félix Pitangueira e de Felisberta Sérvula de Andrada e Almada.
Formado em medicina pela Faculdade de Medicina do Rio de Janeiro, em 1861, com a tese "Considerações sobre os agentes anestésicos em relação à prática da cirurgia e sobre os meios de remover os acidentes que eles podem determinar".
Foi tenente-cirurgião do 1º Corpo de Cavalaria da Guarda Nacional do Desterro, em 17 de março de 1865, e capitão cirurgião-mor do Comando Superior da Guarda Nacional do Desterro, em 26 de setembro de 1867.
Dirigiu o jornal "A Regeneração", do Desterro.

## Vida política
Foi deputado à Assembleia Legislativa Provincial de Santa Catarina na 15ª legislatura (1864 — 1865), na 16ª legislatura (1866 — 1867), como suplente convocado, na 17ª legislatura (1868 — 1869), na 23ª legislatura (1880 — 1881), e na 27ª legislatura (1888 — 1889).
Foi deputado à Assembléia Geral do Império na 19ª legislatura, de 1885 a 1886.
Foi vice-presidente da província de Santa Catarina, nomeado em 1878.

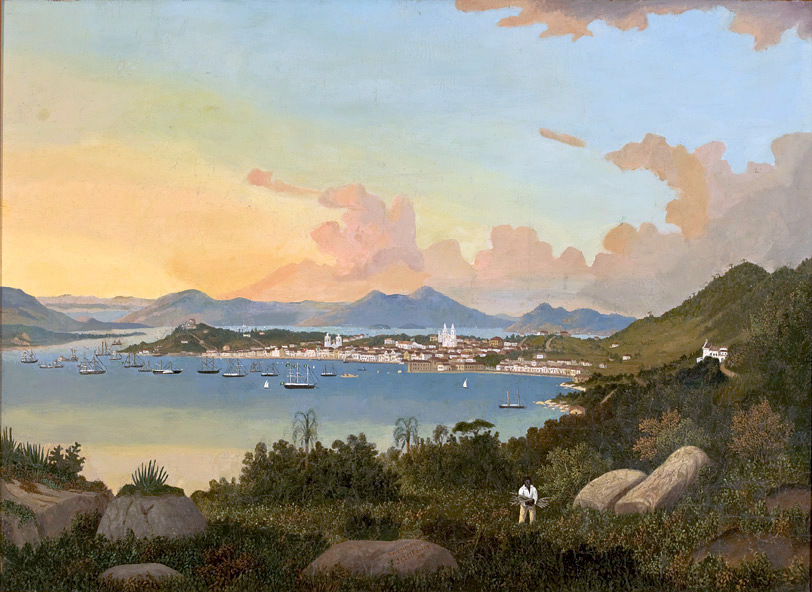
Vista de Desterro (Florianópolis), em 1867, por Joseph Brüggemann.

## Academia Catarinense de Letras
É patrono da cadeira 7 da Academia Catarinense de Letras.

## Representação na cultura
- Em sua homenagem, batizou-se a rua Duarte Schutel no Centro de Florianópolis.

## Obras
- Análise das obras de Manuel Antônio Álvares de Azevedo (crítica literária), (1857)
- A Massambu, (1860)
- Considerações sobre os agentes anestésicos em relação à prática da cirurgia e sobre os meios de remover os acidentes que eles podem determinar (Tese de doutoramento), (1861)
- Relatório da Exposição Provincial de Santa Catarina em 1866, (1866)
- A Regeneração [SC] (Periódico), (1868 - 1876)
- Breve notícia sobre três esqueletos de indígenas brasilienses da província de Santa Catarina, (1875)
- A República Vista do Meu Canto (memórias), (2002)